# Phyllanthus papuanus
Phyllanthus papuanus är en emblikaväxtart som beskrevs av Andrew Thomas Gage. Phyllanthus papuanus ingår i släktet Phyllanthus och familjen emblikaväxter. Inga underarter finns listade i Catalogue of Life.